# Next 150
L'indice Next 150 est un indice boursier regroupant 150 grandes entreprises cotées sur Euronext, dont la capitalisation suit celles des valeurs retenues pour la sélection de l'indice Euronext 100. Il regroupe des moyennes et des grosses capitalisations.

## Composition
(juin 2020).
Au 21 mars 2012, le Next 150 se composait des titres suivants :
| Mnémo | Nom de l'instrument                           | Marché     | Secteur ICB                                                  | Poids indiciel % |
| ----- | --------------------------------------------- | ---------- | ------------------------------------------------------------ | ---------------- |
| AALB  | Aalberts Industries                           | Pays-Bas   | 2727 Industries diversifiées                                 | 0.94             |
| ABCA  | ABC Arbitrage                                 | France     | 8775 Activités financières spécialisées                      | 0.21             |
| ACCEL | Accell Group                                  | Pays-Bas   | 3745 Produits de loisirs                                     | 0.21             |
| ACKB  | Ackermans & van Haaren                        | Belgique   | 8775 Activités financières spécialisées                      | 1.24             |
| AED   | Aedifica                                      | Belgique   | 8673 Residential REITs                                       | 0.19             |
| AGFB  | Agfa-Gevaert                                  | Belgique   | 2737 Équipements électroniques                               | 0.15             |
| AGTA  | Agta Record                                   | France     | 2353 Matériaux et accessoires de construction                | 0.21             |
| AF    | Air France-KLM                                | France     | 5751 Compagnies aériennes                                    | 0.79             |
| ATE   | Alten                                         | France     | 9533 Services informatiques                                  | 0.46             |
| ALT   | Altran Technologies                           | France     | 9533 Services informatiques                                  | 0.40             |
| ALTR  | Altri SGPS                                    | Portugal   | 2727 Industries diversifiées                                 | 0.13             |
| AMG   | AMG Advanced Metallurgical Group (nl)         | Pays-Bas   | 2757 Outillage industriel                                    | 0.15             |
| APAM  | Aperam                                        | Luxembourg | 1757 Iron & Steel                                            | 0.68             |
| APR   | April                                         | France     | 8534 Courtiers en assurances                                 | 0.36             |
| ARCAD | Arcadis                                       | Pays-Bas   | 2791 Services d'appui professionnels                         | 0.62             |
| AKE   | Arkema                                        | France     | 1353 Chimie de base                                          | 2.40             |
| RCUS  | Arseus                                        | Belgique   | 4535 Équipements médicaux                                    | 0.22             |
| ASM   | ASM International                             | Pays-Bas   | 9576 Semi-conducteurs                                        | 0.87             |
| ASY   | Assystem                                      | France     | 2791 Services d'appui professionnels                         | 0.20             |
| ATO   | Atos                                          | France     | 9533 Services informatiques                                  | 2.08             |
| BCP   | Banco Comercial Português                     | Portugal   | 8355 Banques                                                 | 0.65             |
| BES   | Banco Espírito Santo                          | Portugal   | 8355 Banques                                                 | 1.23             |
| BAMNB | Koninklijke BAM Groep                         | Pays-Bas   | 2357 Construction lourde                                     | 0.51             |
| BPI   | Banco BPI                                     | Portugal   | 8355 Banques                                                 | 0.29             |
| BAR   | Barco                                         | Belgique   | 2737 Équipements électroniques                               | 0.39             |
| BEFB  | Befimmo-Sicafi                                | Belgique   | 8671 Industrial & Office REITs                               | 0.53             |
| BEKB  | Bekaert                                       | Belgique   | 2727 Industries diversifiées                                 | 0.95             |
| BEN   | Bénéteau                                      | France     | 3745 Produits de loisirs                                     | 0.43             |
| BBED  | BETER BED                                     | Pays-Bas   | 5375 Distributeurs - Bricolage                               | 0.22             |
| BB    | BiC                                           | France     | 3724 Produits ménagers non durables                          | 2.04             |
| BINCK | Binckbank                                     | Pays-Bas   | 8777 Services d'investissement                               | 0.38             |
| BIM   | BioMérieux                                    | France     | 4535 Équipements médicaux                                    | 1.33             |
| BON   | Bonduelle                                     | France     | 3577 Produits alimentaires                                   | 0.34             |
| BOKA  | Boskalis                                      | Pays-Bas   | 2357 Construction lourde                                     | 1.75             |
| GBB   | Bourbon (groupe)                              | France     | 0573 Équipements et services pétroliers                      | 0.91             |
| BGHL  | Boussard Gavaudan                             | Pays-Bas   | 8985 Instruments de placement en actions                     | 0.26             |
| BRI   | Brisa                                         | Portugal   | 2777 Services de transport                                   | 0.86             |
| BRNL  | BRUNEL INTERNAT                               | Pays-Bas   | 2793 Organismes de formation professionnelle et de placement | 0.43             |
| BULL  | Bull                                          | France     | 9533 Services informatiques                                  | 0.20             |
| AN    | Canal+                                        | France     | 5553 Audiovisuel et divertissements                          | 0.35             |
| CFAO  | CFAO                                          | France     | 5379 Distributeurs spécialisés                               | 1.10             |
| CFEB  | CFE                                           | Belgique   | 2357 Construction lourde                                     | 0.37             |
| GA    | CGG Veritas                                   | France     | 0573 Équipements et services pétroliers                      | 1.94             |
| CU    | Club Méditerranée                             | France     | 5753 Hôtels                                                  | 0.28             |
| COFB  | Cofinimmo-Sicafi                              | Belgique   | 8671 Industrial & Office REITs                               | 0.82             |
| CSM   | CSM N.V.                                      | Pays-Bas   | 3577 Produits alimentaires                                   | 0.51             |
| DIE   | D'Ieteren                                     | Belgique   | 5379 Distributeurs spécialisés                               | 1.12             |
| DL    | Delta Lloyd                                   | Pays-Bas   | 8575 Assurance vie                                           | 1.34             |
| DBG   | Derichebourg                                  | France     | 2791 Services d'appui professionnels                         | 0.26             |
| DOCKW | Dockwise                                      | Pays-Bas   | 0573 Équipements et services pétroliers                      | 0.23             |
| FGR   | Eiffage                                       | France     | 2357 Construction lourde                                     | 1.55             |
| ENTC  | Entrepose Contracting                         | France     | 0573 Équipements et services pétroliers                      | 0.22             |
| ELE   | Euler Hermes                                  | France     | 8536 Assurance - immobilière et dommages                     | 1.55             |
| RF    | Eurazeo                                       | France     | 8775 Activités financières spécialisées                      | 1.41             |
| ECMPA | EUROCOMMERCIAL                                | Pays-Bas   | 8672 Retail REITs                                            | 0.69             |
| ERF   | Eurofins Scientific                           | France     | 4533 Prestataires de soins de santé                          | 0.61             |
| EURN  | EURONAV                                       | Belgique   | 2773 Transport maritime                                      | 0.20             |
| EVS   | EVS Broadcast Equipment                       | Belgique   | 2737 Équipements électroniques                               | 0.31             |
| EXACT | Exact Holding                                 | Pays-Bas   | 9537 Logiciels                                               | 0.25             |
| EXM   | Exmar                                         | Belgique   | 2773 Transport maritime                                      | 0.20             |
| LEY   | Faiveley Transport                            | France     | 2753 Véhicules commerciaux et camions                        | 0.45             |
| EO    | Faurecia                                      | France     | 3355 Pièces détachées d'automobiles                          | 1.40             |
| FDR   | Foncière des Régions                          | France     | 8671 Industrial & Office REITs                               | 1.97             |
| GFT   | Gameloft                                      | France     | 3747 Jouets                                                  | 0.22             |
| GTO   | Gemalto                                       | France     | 2737 Équipements électroniques                               | 2.47             |
| GIMB  | Gimv (nl)                                     | Belgique   | 8775 Activités financières spécialisées                      | 0.51             |
| GRONT | Grontmij                                      | Pays-Bas   | 2357 Construction lourde                                     | 0.07             |
| RIA   | Groupe Steria                                 | France     | 9533 Services informatiques                                  | 0.30             |
| PIG   | Haulotte Groupe                               | France     | 2753 Véhicules commerciaux et camions                        | 0.16             |
| HAV   | Havas                                         | France     | 5555 Agences de médias                                       | 1.00             |
| HEIJM | Heijmans                                      | Pays-Bas   | 2357 Construction lourde                                     | 0.08             |
| IM    | Imtech                                        | Pays-Bas   | 2791 Services d'appui professionnels                         | 1.32             |
| ING   | Ingenico                                      | France     | 9572 Matériels informatiques                                 | 1.08             |
| ITP   | Interparfums                                  | France     | 3767 Produits de soin personnel                              | 0.24             |
| SIPH  | Société Internationale de Plantation d'Hévéas | France     | 3573 Agriculture et pêche                                    | 0.24             |
| IPN   | Ipsen                                         | France     | 4577 Pharmacie                                               | 0.99             |
| IPS   | Ipsos                                         | France     | 5555 Agences de médias                                       | 0.70             |
| JCQ   | Jacquet Métal Service                         | France     | 1757 Iron & Steel                                            | 0.16             |
| KIN   | Kinepolis Group                               | Belgique   | 5755 Services de loisirs                                     | 0.26             |
| MMB   | Lagardère SCA                                 | France     | 5557 Édition                                                 | 1.79             |
| MTU   | Manitou BF                                    | France     | 2753 Véhicules commerciaux et camions                        | 0.42             |
| MAU   | Maurel et Prom                                | France     | 0533 Exploration et production                               | 0.94             |
| MDCA  | Medica                                        | France     | 4533 Prestataires de soins de santé                          | 0.34             |
| MEDIQ | Mediq                                         | Pays-Bas   | 5333 Distributeurs - Produits pharmaceutiques                | 0.43             |
| MEET  | Meetic                                        | France     | 5755 Services de loisirs                                     | 0.16             |
| MELE  | Melexis (D)                                   | Belgique   | 9576 Semi-conducteurs                                        | 0.32             |
| MERY  | Mercialys                                     | France     | 8672 Retail REITs                                            | 1.44             |
| MRN   | Mersen                                        | France     | 2733 Composants et équipements électriques                   | 0.32             |
| MMT   | Métropole TV                                  | France     | 5553 Audiovisuel et divertissements                          | 1.01             |
| EGL   | Mota Engil                                    | Portugal   | 2357 Construction lourde                                     | 0.14             |
| MPNG  | MP Nigéria                                    | France     | 0533 Exploration et production                               | 0.14             |
| NRX   | Naturex                                       | France     | 3577 Produits alimentaires                                   | 0.21             |
| NEO   | Neopost                                       | France     | 9574 Équipements électroniques de bureau                     | 0.96             |
| NEX   | Nexans                                        | France     | 2733 Composants et équipements électriques                   | 0.87             |
| NXI   | Nexity                                        | France     | 8633 Real Estate Holding & Development                       | 0.70             |
| NISTI | NIEUWE STEEN INV                              | Pays-Bas   | 8674 Diversified REITs                                       | 0.32             |
| NUO   | Nutreco                                       | Pays-Bas   | 3573 Agriculture et pêche                                    | 1.15             |
| NYR   | Nyrstar                                       | Belgique   | 1755 Métaux non ferreux                                      | 0.63             |
| OBEL  | Orange Belgium                                | Belgique   | 6575 Télécommunications mobiles                              | 1.26             |
| ORP   | ORPEA                                         | France     | 4533 Prestataires de soins de santé                          | 0.80             |
| PAJ   | Pages jaunes                                  | France     | 5557 Édition                                                 | 0.45             |
| PARRO | Parrot                                        | France     | 9578 Équipements de télécommunication                        | 0.17             |
| VAC   | Pierre & Vacances                             | France     | 5753 Hôtels                                                  | 0.13             |
| POM   | Plastic Omnium                                | France     | 3355 Pièces détachées d'automobiles                          | 0.67             |
| PNL   | PostNL                                        | Pays-Bas   | 2771 Services de livraison                                   | 1.06             |
| PEPR  | PROLOGIS EURO PROP                            | Pays-Bas   | 8633 Real Estate Holding & Development                       | 0.77             |
| RAL   | Rallye (Groupe)                               | France     | 5373 Distributeurs - Diversifies                             | 0.77             |
| RCO   | Rémy Cointreau                                | France     | 3535 Distillateurs et viticulteurs                           | 2.15             |
| RENE  | REN                                           | Portugal   | 7535 Conventional Electricity                                | 0.68             |
| RHJI  | RHJ INTERNATIONAL                             | Belgique   | 8775 Activités financières spécialisées                      | 0.23             |
| RUI   | Rubis                                         | France     | 7573 Distribution de gaz                                     | 0.76             |
| SK    | S.E.B.                                        | France     | 3722 Produits ménagers durables                              | 1.79             |
| SAFT  | Saft                                          | France     | 2733 Composants et équipements électriques                   | 0.35             |
| SBMO  | SBM Offshore                                  | Pays-Bas   | 0573 Équipements et services pétroliers                      | 1.53             |
| SECH  | Séchilienne-Sidec                             | France     | 7537 Alternative Electricity                                 | 0.22             |
| SEM   | Semapa                                        | Portugal   | 1737 Papiers                                                 | 0.38             |
| SEQ   | Sequana                                       | France     | 1737 Papiers                                                 | 0.15             |
| SIL   | Silic                                         | France     | 8671 Industrial & Office REITs                               | 0.87             |
| SIP   | SIPEF (D)                                     | Belgique   | 3573 Agriculture et pêche                                    | 0.35             |
| SLIGR | SLIGRO FOOD GROUP                             | Pays-Bas   | 5337 Detaillants et grossistes - Alimentation                | 0.63             |
| SR    | SNS Reaal                                     | Pays-Bas   | 8775 Activités financières spécialisées                      | 0.36             |
| SOI   | Soitec                                        | France     | 9576 Semi-conducteurs                                        | 0.34             |
| SON   | Sonae                                         | Portugal   | 5337 Detaillants et grossistes - Alimentation                | 0.53             |
| SNC   | Sonaecom                                      | Portugal   | 6575 Telecommunications mobiles                              | 0.26             |
| GENP  | Stallergenes                                  | France     | 4577 Pharmacie                                               | 0.35             |
| TCH   | Technicolor                                   | France     | 5553 Audiovisuel et divertissements                          | 0.29             |
| TNET  | Telenet Group                                 | Belgique   | 5553 Audiovisuel et divertissements                          | 1.99             |
| RCF   | Teleperformance                               | France     | 5555 Agences de médias                                       | 0.70             |
| KTC   | TEN CATE                                      | Pays-Bas   | 2727 Industries diversifiées                                 | 0.38             |
| TESB  | TESSENDERLO                                   | Belgique   | 1357 Chimie de specialite                                    | 0.41             |
| TFI   | TF1                                           | France     | 5553 Audiovisuel et divertissements                          | 1.15             |
| THR   | Thrombogenics                                 | Belgique   | 4573 Biotechnologie                                          | 0.46             |
| TWEKA | TKH GROUP                                     | Pays-Bas   | 2733 Composants et équipements électriques                   | 0.39             |
| TOM2  | TomTom                                        | Pays-Bas   | 9578 Équipements de télécommunication                        | 0.47             |
| EIFF  | Tour Eiffel (Société d'exploitation de la)    | France     | 8671 Industrial & Office REITs                               | 0.15             |
| TNG   | Transgene                                     | France     | 4573 Biotechnologie                                          | 0.20             |
| TRI   | Trigano                                       | France     | 3745 Produits de loisirs                                     | 0.16             |
| UBI   | Ubisoft                                       | France     | 3747 Jouets                                                  | 0.32             |
| UNIT4 | Unit4                                         | Pays-Bas   | 9537 Logiciels                                               | 0.37             |
| USG   | USG People                                    | Pays-Bas   | 2793 Organismes de formation professionnelle et de placement | 0.38             |
| FR    | Valeo                                         | France     | 3355 Pièces détachées d'automobiles                          | 1.84             |
| VASTN | VASTNED RETAIL                                | Pays-Bas   | 8672 Retail REITs                                            | 0.42             |
| VIRP  | Virbac                                        | France     | 4577 Pharmacie                                               | 0.57             |
| WAVIN | Wavin                                         | Pays-Bas   | 2353 Matériaux et accessoires de construction                | 0.31             |
| WDP   | WDP-SICAFI                                    | Belgique   | 8671 Industrial & Office REITs                               | 0.32             |
| MF    | Wendel                                        | France     | 8775 Activités financières spécialisées                      | 1.96             |
| WHA   | Wereldhave                                    | Pays-Bas   | 8671 Industrial & Office REITs                               | 0.76             |
| WES   | WESSANEN KON                                  | Pays-Bas   | 3577 Produits alimentaires                                   | 0.11             |
| ZON   | NOS                                           | Portugal   | 5553 Audiovisuel et divertissements                          | 0.43             |